# Albidella nymphaeifolia
Albidella nymphaeifolia är en svaltingväxtart som först beskrevs av August Heinrich Rudolf Grisebach, och fick sitt nu gällande namn av Marcel Pichon. Albidella nymphaeifolia ingår i släktet Albidella och familjen svaltingväxter. Inga underarter finns listade.